# Iranocichla hormuzensis
Iranocichla hormuzensis  (лат.) — вид лучепёрых рыб семейства цихловых (Cichlidae), единственный в составе рода Iranocichla. Впервые описан Брайаном У. Кодом в 1982 году.

## Распространение
Эндемик Ирана, распространённый на юге страны выше Ормузского пролива. Обитают в солёных (реже пресных) тёплых водоёмах, как правило с илистым дном с малой растительностью.
Единственный вид цихлид, обитающий в Иране.

## Описание
Размер тела в среднем 9,7 см (у самцов). Спинных шипов — 14—16, позвонков — 28—30. Нижняя глоточная кость длиной до 2/5 длины головы; зубы нижней глоточной кости одинакового размера. Спинные и анальные плавники закруглены сзади, грудные плавники короткие. Половой диморфизм выражается в длине головы (больше у самок, чем у самцов), в длине брюшного плавника и межглазничного расстояния, размере спинного и анального плавников (больше у самцов), а также в цвете тела.
Число хромосом — 2n=44.

## Образ жизни
Бенто-пелагический вид. Питается мелкими водорослями и детритом. Самки откладывают до 38 яиц и хранят кладку во рту.

## Значение
Объект рыбной ловли.

## Замечания по охране
Из-за ограниченного ареала рыбы и нефтяных загрязнений численность вида может снижаться. Среди естественных причин уменьшения популяций являются внезапные наводнения на участках обитания Iranocichla hormuzensis.